# Мороко (Фиренца)
Мороко је насеље у Италији у округу Фиренца, региону Тоскана.
Према процени из 2011. у насељу је живело 43 становника. Насеље се налази на надморској висини од 324 м.